# 海鹞战斗攻击机
海獵鷹战斗攻击机（英語：British Aerospace Sea Harrier）是一种在航空母艦上操作的垂直／短場起降噴射多用途戰機，兼具战斗机、攻击机和侦察机功能。海獵鷹由英國航太公司基于霍克·西德利獵鷹式研发，首先服役于英國皇家海军是在1980年4月，名为FRS1海獵鷹，并得到了非正式的名称“莎尔”。在大多数空中优势战斗机都是超音速飞机的時代，開發出這款只能在亞音速操作的攻击机，在當時很不尋常。但她的性能讓更輕噸位的航空母艦可以得到有限度的制空戰鬥力。
證明海獵鷹戰機戰鬥力的關鍵是1982年英國與阿根廷爆發的福克蘭戰爭。在福克蘭戰爭中，海獵鷹的主要任務是保護英國特遣艦隊，在戰爭中海獵鷹擊落23架阿根廷戰機，沒有任何一架為空戰損失。
英國曾試圖推銷海獵鷹給其它使用小型航艦的國家，但面對美國研改的AV-8獵鷹II式攻擊機競爭銷路受挫，除英國外僅有印度青睞，所有的海獵鷹攻擊機在2016年已全數退役。

## 發展簡介
第二次世界大戰後，隨著英國海外殖民地接續獨立，戰力投射的需求逐漸消失，英國維持大噸位戰鬥艦艇的理由也逐漸失去，而包括戰艦與航空母艦等成為政策結辯的焦點。到1960年代工黨執政後，終止了英國下一代航空母艦的替換計畫，並主張在1972年全面除役航空母艦。英國皇家海軍對遠海航空操作的實質需求，使直升機航空母艦以"全通甲板巡洋艦"之稱呼在國會留下一線生機，這即是是後來的無敵級航空母艦。在1960年代皇家海軍設計無敵級時已經向國防部提出以獵鷹式作為基礎開發的掩護戰鬥機，但這個構想未被英國國防部採納。
到1970年代無敵級開工後，工黨已恢復在野黨身分，同時工黨預劃與美國合作的一干軍事合作項目也陸續觸礁，正規航空母艦因此並未如原先預劃在1972年除役，而是繼續利用到1970年代末期。在1970年代，蘇聯的海洋巡邏兵力已經成為北大西洋公約組織遠洋反潛作戰的阻礙，為了增強反潛航艦的空優能力，英國國防部在1973年決議訂購由獵鷹GR.3為基礎研改的艦載機。由於第一次石油危機造成的經濟衰退，使得決議缺乏資源履行。直到1975年才正式發包，計畫生產3架原型機與24架量產機，在計畫執行期間，1977年霍克希德利已經被整併為英國航太。1978年8月20日，海獵鷹FRS.1原型機（飛機編號ZX450）試飛，總訂單也增加到34架。
海獵鷹和獵鷹GR3的差別：
- 重新設計機鼻，海獵鷹的機鼻裝上了藍狐雷達（英语：Ferranti Blue Fox），並將駕駛艙抬高28公分使飛行員獲得更好視野。
- 強化抗鹽蝕設計，包含使用抗腐蝕合金的飛馬Mk104發動機，機身結構也實施相關處理，此外發電機供電量也較先前型號要強。
- 垂直尾翼加高了10公分以求增加穩定性

除了這些海獵鷹和獵鷹GR3有90%是相同的，為了增加滯空時間，海獵鷹一般並不利用高耗油的垂直起飛模式，而是以短場起飛的方式使飛機可裝載更多武備。
由於航空電子開發延宕，除了原型機測試時沒有配備雷達，先導量產機也是決定在還沒有雷達的情況下先行產製交付部隊，讓海軍航空隊可以先進行換訓。第一支換裝單位為700A中隊，1978年10月24日該中隊得到5架海獵鷹先導量產機與原型機，佈署在競技神號進行教範開發。1980年4月1日，700A中隊改組為899中隊。隨後2個海獵鷹中隊（800、801）在1981年前後開始服役。

## 作戰

### 福克蘭戰爭
1982年4月福克蘭戰爭爆發時，英軍訂購的34架海獵鷹已到貨31架，這31架中有20架編入英軍特遣艦隊，8架作為預備機，3架留在本土作為訓練用。899中隊當時可用的妥善機大部分移交給800、801中隊。
特遣艦隊出發時，競技神號航空母艦佈署800中隊，編制12架海獵鷹FRS.1，無敵號佈署801中隊，編制8架海獵鷹FRS.1。預備機則沒和航空母艦行動，而是組成809中隊，由大西洋運送者號貨輪與空軍的9架獵鷹GR.3一同在1982年5月18日轉運到前線，809中隊與特遣艦隊會合後解編，飛機和駕駛員則是平均拆分給兩個海獵鷹中隊，加上空軍的獵鷹GR.3，特遣艦隊最終有28架海獵鷹FRS.1、14架獵鷹GR.3。除了戰機以外，皇家海軍還得到了美國支援的最新空對空飛彈：AIM-9L。
在福克蘭戰爭期間的任務分配中，海獵鷹中隊的主要任務為戰鬥空中巡邏，有空餘時才支援對地打擊任務，海獵鷹的首場空戰勝利在1982年5月1日締造，該日801中隊2架海獵鷹以AIM-9L擊墜了2架幻象3型戰鬥機。雖然阿根廷空軍在數量上遠勝英國特遣艦隊，幻象機的極速也遠高過海獵鷹，但福克蘭島上的機場設備過於簡陋無法起降噴射戰鬥機，因此阿根廷空軍的噴射機仍然只能從本土出發攻擊英國艦隊，較長的航程代表阿軍戰機飛抵艦隊上空時燃料只夠5分鐘內搜索與攻擊目標，且讓飛行員更不希望拋棄副油箱進行空戰，而副油箱在空戰中會造成額外阻力，抵銷幻象機的速度優勢。而海獵鷹至少可維持1小時的滯空，並可執行30分鐘的空戰，這時以靈活性見長的海獵鷹與訓練有素的飛行員更能掌握機會贏得勝利。
然而，若是超級軍旗攻擊機這類可在艦隊防空圈邊界發動攻擊的對艦攻擊時，速度較慢的海獵鷹就沒有追擊能力，英國艦隊也沒有預警機，海獵鷹的空中優勢也就無法全面發揚。此外因為滯空時間有限，對於登陸福克蘭島的英國軍隊海獵鷹也沒辦法提供全天候的空中掩護，阿根廷戰機仍然可以由本土戰管引導鑽入英軍防空圈缺口，對福克蘭島的英軍進行偷襲。阿軍的C-130運輸機甚至會利用夜間低空飛行降落史坦利機場，為守軍提供少量的增援。
福克蘭戰爭中，英軍損失了5架海獵鷹，1架為地面防空武器擊墜、4架為機械故障或操作事故折損。戰果是擊墜了23架阿根廷戰機，沒有任何一架為空戰損失。

### 南斯拉夫內戰
英國航艦部隊在1992年至1995年的南斯拉夫內戰間，參加了1993年開始由北約主導的禁航作戰，對塞族共和國軍進行對地攻擊。在1994年4月16日，801中隊的1架海獵鷹FRS.2遭賽族共和國軍的SA-18防空飛彈擊墜，該架戰機當時在執行對賽族共和國軍攻擊的任務。駕駛員彈射逃生，並降落到與北約交好的穆斯林波士尼亞人控制境內，成功脫困。

## 海獵鷹FA2
海獵鷹FA2原名海獵鷹FRS2，這是針對海獵鷹FRS1在福克蘭戰爭當中的缺失而發展的改良型，計劃重點是取代表現不佳的藍狐雷達，新換上的藍雌狐雷達除了俱有下視下射能力還能同時跟蹤多個目標和能使用AIM-120飛彈，其雷達罩外表也較為曲線而成為分辨FA2和FRS1的外表特徵，英國軍方把35架FRS1改造成FA2，除此之外還新造了10架FA2。

## 使用國家
- 英国(1978–2006)
- 印度(1983–2016)

1977年，印度政府批准了印度海軍採購海獵鷹攻擊機的計畫。第一批購置的海獵鷹在1979年11月簽約，採購了6架海獵鷹FRS.51、2架雙座型獵鷹式T.60。海獵鷹FRS.51與原裝的海獵鷹FRS.1大部分設計雷同，主要差別是因應印度客製化增加了法製魔術空對空飛彈、以及增加英製海鷹反艦飛彈的發射功能。這批飛機首架（IN601）在1982年8月6日首飛，在1983年12月16日運抵果阿國際機場，交付印度海軍第300戰鬥機中隊服役，該中隊也是印度海軍航空隊中唯一操作海獵鷹戰機的部隊。1985年11月增購10架海獵鷹FRS.51、在1990年代之前第三次增購FRS.51與T.60。2002、2003年各增購1架雙座型獵鷹式T.60，最終採購25架海獵鷹FRS.51、5架雙座型獵鷹式T.60。印度海軍引進海獵鷹戰機後，汰除原先使用的海鷹式戰鬥機，使印度航空母艦艦載機部隊告別了彈射器運作艦載機時代。
由於印度海軍未能建立合格的垂直起降戰機訓練能量，因此印度的海獵鷹飛官養成很大部分是委託英國軍方代訓，即便如此印度海軍的海獵鷹戰機折損量仍然相當巨大，到2009年時僅剩12架海獵鷹戰機仍在服役使用，在服役期間共有17架海獵鷹戰機因各種事故折損，7名飛官因事故殉職。
印度海軍的海獵鷹FRS.51並未跟隨英國的升級計畫，而是在2006年與以色列合作為當時尚可使用的15架海獵鷹戰機進行性能升級，這項升級計畫是因應與俄羅斯採購的航空母艦延宕而與被迫延壽的維特蘭號航空母艦共同搭配的翻修升級，更換以色列製EL/M-2032雷達，並整合德比空對空飛彈，讓海獵鷹FRS.51獲得超視距作戰能力。由於機隊數量不足編制，在2006年印度同時有考慮和英國購置8架退役的海獵鷹FA.2維持中隊戰力，但是該機因整合了AIM-120飛彈，藍雌狐雷達與機載雷達預警器有些軟體功能與美國有技術合作，英國提出必須刪除相關有智慧財產權與機敏爭議的性能後始可出售，加上翻修機身提高採購成本，最後談判無法獲得共識，交易未成。
從俄羅斯採購的超日王號航空母艦在2014年6月返國服役後，印度海軍航空兵汰除海獵鷹並以米格-29K战斗机作為後繼戰力的計畫開始推動，2016年5月11日印度海軍的海獵鷹戰機除役。

## 註
1. ↑  Ward（2003年），第50页
2. ↑  Nordeen（2006年），第11页
3. ↑  Moore（1981年），第22页